# Тужа
Тужа́ — посёлок городского типа в Кировской области России. Административный центр Тужинского района и Тужинского городского поселения.

## География
Расположен на реке Туже ниже впадения в неё правого притока реки Ян. Расстояние до областного центра города Кирова — 219 км.

## История
Основана 25 мая 1702 года по указу императора Петра I о строительстве в Пижемской волости церкви во имя Воскресения Христова, поселение получило название Воскресенское. В 1796 году переименовано в Пижемское. В 1929 году образован Тужинский район, в 1935 году посёлок получил название Тужа.
С 1971 года посёлок городского типа.

## Население
| 1970  | 1979  | 1989  | 2002  | 2009  | 2010  | 2012  | 2013  | 2014  |
| ----- | ----- | ----- | ----- | ----- | ----- | ----- | ----- | ----- |
| 2349  | ↗4668 | ↗5491 | ↘5159 | ↘4580 | ↘4568 | ↘4410 | ↘4369 | ↘4320 |
| 2015  | 2016  | 2017  | 2018  | 2019  | 2020  | 2021  |       |       |
| ↘4288 | ↘4287 | ↗4288 | ↘4202 | ↘4097 | ↘4032 | ↘3966 |       |       |

## Экономика

### Промышленность
В посёлке работает деревообрабатывающие компании «НОРД ХАУС ПРОФИЛЬ», а также ряд индивидуальных предпринимателей. ООО «Хлеб» занимается выпуском хлебобулочной продукции. Ранее существовало предприятие «Белок», выпускавшее молочную продукцию.

### Транспорт
Через посёлок проходит федеральная автомагистраль Р176 «Вятка». Расстояние до Котельнича — 100 км, до Яранска — 38 км. Ближайшая железнодорожная станция располагается в сорока километрах в Яранске. Ещё одна железнодорожная станция в ста километрах в Котельниче. Автобусные пассажирские перевозки осуществляет МУП «Тужинское АТП».

## Культура
В посёлке расположены центральная и детская библиотеки централизованной районной библиотечной системы, районный культурно-досуговый центр. Действует школа с углублённым изучением отдельных предметов и школа-интернат, два детских сада. Работает дом детского творчества и детско-юношеская спортивная школа. Также существует детская музыкальная школа.

## СМИ
В Туже издаётся районная газета «Родной край» .
Сайт газеты https://otechestvo.biz/gazeta-rodnoj-kraj.html Архивная копия от 18 сентября 2019 на Wayback Machine

## Достопримечательности
- Кедрово-сосновая роща в селе Пачи, правый берег р. Ярани. Относится к памятникам природы.
- Урочище «Васин бор» — эталонное лесонасаждение. Относится к ООПТ района.
- Озеро Акшубень.
- Деревня Идомор.
- Государственный природный заказник «Пижемский»